# Psychotria warongloaensis
Psychotria warongloaensis là một loài thực vật có hoa trong họ Thiến thảo. Loài này được Hochr. miêu tả khoa học đầu tiên năm 1934.